# Pancor Jackhammer
A Pancor Jackhammer é uma espingarda calibre 12 automática a gás. É uma das poucas espingardas automáticas e, embora patenteada em 1987, nunca entrou em produção em grande escala. Apenas alguns protótipos do Jackhammer foram construídos até hoje. No final de 1990, o proprietário do design atual, tentou vender as patentes, protótipos, e direitos de produção por 350.000 dólares. No entanto, sua aparência futurista e elegante a tornaram popular em programas, filmes e jogos de ação, sem atingir sucesso comercial esperado.

## Desenvolvimento
A arma foi desenhada por John Anderson,da Pancor Indústrias no Novo México. Um certo número de governos estrangeiros mostrou interesse na arma e ainda encomendaram algumas unidades de produção inicial ,uma vez prontas para entrega. No entanto,o projeto foi adiado pelo teste do departamento de Defesa dos Estados Unidos da América e o projeto acabou esquecido depois do inicio da produção das espingardas .12 atuais. O Departamento de Defesa teria decidido que o desenvolvimento de munições indicadas para a arma teria um custo proibitivo, e o projeto não seria necessariamente uma necessidade para o Exército americano,especialmente com as espingardas existentes. O definhar do projeto no limbo administrativo fez Pancor ir a falência,como não podiam atender os pedidos estrangeiros sem a bênção do Departamento do Estado,que ainda aguardava a aprovação do Departamento de Defesa. Alguns dos protótipos do Jackhammer construídos foram vendidos.

## Definições Técnicas

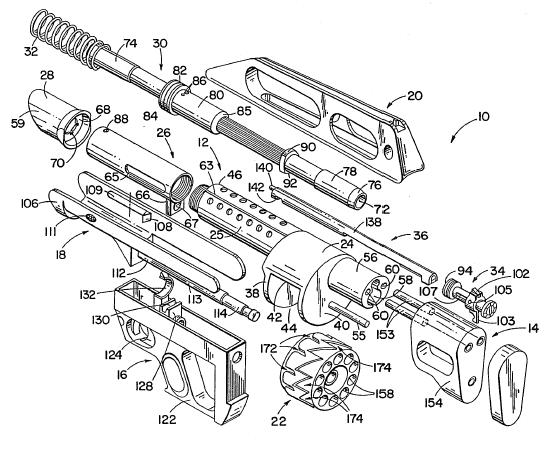
Componentes da Jackhammer

A arma é feita, exceto pelo barril, de um tipo de plástico Rynite, com o propósito de reduzir o peso.
Possui um layout Bullpup,para preservar o comprimento do cano de 525 milímetros. A espingarda é alimentada por um barril redondo com centro de rotação,com espaço para 10 cartuchos convencionais de calibre 12. A espingarda pesa 4,57 kg,e o tambor tem um período de rotação maximo de 240 rpm.O tambor de flutuação é impulsionado pela pressão do gás do último disparo. O tambor é retornado por uma mola e move o cilindro da haste de operação, quebrando a vedação entre o cano e o tambor,permitindo que entre a próxima bala do tambor para ser disparada. Ao voltar a posição inicial, o cano e o tambor são selados novamente, permitindo atirar sem perda de gás. Os cartuchos usados não são ejetados, permanecendo no tambor.

### Tambor como Mina Antipessoal
Como um recurso adicional interessante, é possível tirar o tambor da arma(sendo possível adicionar outro depois), juntar a um detonador, e usá-la como mina antipessoal, que aciona todos os cartuchos de uma só vez. O fabricante anunciava esse recurso como "Beartrap".

## Legalidade
O Pancor Jackhammer é totalmente automática e, portanto, classificado como uma metralhadora, sob a Lei Nacional de Armas(NFA) de 1934, dos EUA. Como tal, seu uso e manuseio é regulado pelo Escritório do Álcool, Tabaco, Armas de fogo e Explosivos.